# عمرة (السويداء)
قرية عمرة إحدى قرى محافظة السويداء، سوريا وتقع قرية عمرة إلى الشمال الشرقي من مدينة شهبا بحوالي 5ر5 كم وترتفع عن سطح البحر حوالي 1008 متر وتبلغ أبعاد البلدة القديمة (230X220) مترا تتواجد حول مساكنها بركتا مياه تقعان في الجهتين الغربية والشمالية الشرقية منها.

## القرية قديما
من خلال التمعن في مخطط القرية القديم يُلاحظ وجود:
- ما لا يقل عن عشرة منازل قديمة فخمة ومهمة
- وجود معبد وثني مكرس للإلهة آثينا (اللات) قائمٌ في الجهة الجنوبية الشرقية من البلدة
- كنيسة واضحة المعالم عثر فيها على العديد من الكتابات اليونانية المسيحية العائدة إلى القرنين الخامس والسادس الميلاديين.

## الاسم القديم
لم يعثر في المصادر القديمة على الاسم القديم لقرية عمرة.

## رحالة زاروا القرية
زار قرية عمرة وفقا لبعض المصادر عدد من الرحالة والباحثين كان أهمهم:
- السويسري ج. ل. بركها ردت عام 1810 م
- اللورد و. ج. بانكس عامي 1816 م و1818 م الذي نسخ العديد من الكتابات اليونانية ورسم كروكي لواجهة الكنيسة الغربية وأخر لواجهات وباحة منزل كبير
- بعد منتصف القرن التاسع عشر بقليل زارها الباحث غليوم راي الذي وجدها مأهولة بالسكان كما ذكر وجود كتابات يونانية ومسيحية في مبنى أثرى كبير مربع الشكل يفترض أنه كنيسة وفيها أنقاض تعود لواجهة بناء تحمل زخارف غنية.

وخلال عامي 1863 م 1864 م قام الباحثان دوفوغييه والمهندس المعماري إدوارد دوتوا بتقديم وصف جميل لهندسة منازل هذه القرية منفذين مخططا ومقطعا للمنزل المذكور سابقا وشارك اللغوي و. هوانغتون بجزء من الحملة الأثرية فاستطاع نسخ حوالي عشر كتابات يونانية وكان و. ج. بانكس قد أشار إلى معظمها سابقا وفي الآونة الأخيرة تم العثور على ست من هذه الكتابات اثنتان منها تعودان على ما يبدو لقبور والأربع الأخر للعصر البيزنطي وفيها ذكر لشخصيات دينية ورعة قامت بتأسيس وتشييد مبان مسيحية مختلفة ضاع أثرها.

## مكتشفات

### رومانية
عثر في عمرة على إهداء منقوش باليونانية على محراب صغير مكون من ثلاثة أسطر إلى الإلهة آثينا (اللات) يعود تاريخه إلى عام 295 م كما لوحظ أن هناك شخصيات كانت تنتسب إلى تلك الإلهة كالاسم الذي عثر عليه ضمن كتابة في عمرة درسها اللغوي وادنغتون حيث ورد فيها اسم (أواب اللاتون).
وظهر ذلك في كتابات عدة من مواقع في الجبل حبران (وهب اللات أو عبد اللات) - القريا (أمة اللات) - كناكر (عيص اللات) - سيع (تعاج اللات)...الخ
وهذا يدل على أنه كان لهذه الآلهة معبد في عمرة عثر على بقايا له في الجهة الجنوبية الشرقية من البلدة ولكن تأسيس هذه القرية قد بدأ خلال العصرين النبطي والروماني كما كان لها بعض الشأن خلال العصر البيزنطي بدليل وجود أماكن العبادة المسيحية العديدة فيها.

### بيزنطية
وتم العثور في قرية عمرة على:
- كتابة تذكر تدشين بناء كنيسة عام 473 م
- كتابة تذكر تشييد كنيسة عام 550 م
- كتابة حول الانتهاء من بناء كنيسة تقع شمال القرية ولا تزال بقايا واجهة الكنيسة موجودة والكتابة ممتدة بشكل كبير على طول ساكف (حنت) المدخل المزخرف وهناك صلبان منحوتة تزين الواجهة مع وجود أقواس وبرجان على جانبي البناء وفي الباحات المجاورة عدة مبان وساكف منقوش يحمل زخرفة لصليب
- كتابة تعود إلى عام 550 م وفيها ذكر اسم لكاهنين (إيليا وكايونوس)
- كتابة تعود إلى عام 555 م
- كتابة تذكر تأسيس مصلى تكريما للقديس الشهيد (سرجيوس/سركيس)
- كتابة تذكر تشييد معبد من قبل مسيحيين من عمرة عام 633 م  ثم أضيف إليه عام 667 م بعد الفتح العربي الإسلامي باحة مدخلية.[2]
- كتابة تذكر بناء كنيسة للقديس جاورجيوس وفيها ذكر لكاهن وأرشمندريت يدعى (ثيودوروس) ورئيس الدير (أنتيباتورس)
- كتابة عثر عليها في دير أو مسكن للرهبان تذكر اسم رئيس الدير المذكور سابقا مؤرخة من عام 555 م.

كانت في هذه القرية كنيستان ومنازل سكنية مهمة حالتها المعمارية جيدة وقد قام بتشييدها أشخاص أغنياء منذ القرن الثالث الميلادي.

### منازل أثرية
في القرية منزل كبير يتجه نحو الشرق وإلى يمين الباب الرئيسي الخارجي يرتفع برج مؤلف من ثلاثة طوابق يدخل المرء منه إلى صحن المنزل حيث تحتل القاعة الرئيسية الكبرى صدر المنزل مقابل البوابة وتحمل سقفها قنطرة واحدة فتحتها كبيرة وعلوها يساوى تقريبا ارتفاع طابقين ويحوى المنزل عدة شقق وكل شقة مؤلفة من غرفتين متجاورتين وهناك غرف مخصصة لإقامة ضيوف المنزل وفي الصحن درج حجري يؤدي إلى الطابق العلوي وخلف هذا المنزل هناك ممر طويل يفصله عن الملحقات، بابه يتجه نحو الجنوب وأمامه باحة صغيرة مكشوفة وخلفه عدد من المعالف والإسطبل الخاص بالخيول والذي كان له باب خاص في الجهة الشمالية وعلى جهة الشمال هناك درج خارجي يؤدي إلى مساكن خدم المنزل في الطابق العلوي.
وأهم المنازل الأثرية الأخرى في عمرة:
- منزل كبير يدعى بيت الملك في الجهة الغربية من القرية
- بيت التوت ويقع وسط البلدة القديمة من جهة الغرب
- بيت العواميد وهو مجاور للبيت السابق من الجهة الشمالية

وقد استخدمت تلك المنازل والمباني خلال العصر العربي الإسلامي والفترات اللاحقة للسكن ولأغراض مختلفة.

## وصلات خارجية
- موقع قرية عمرة
- موقع السويداء